# Arbore filogenetic

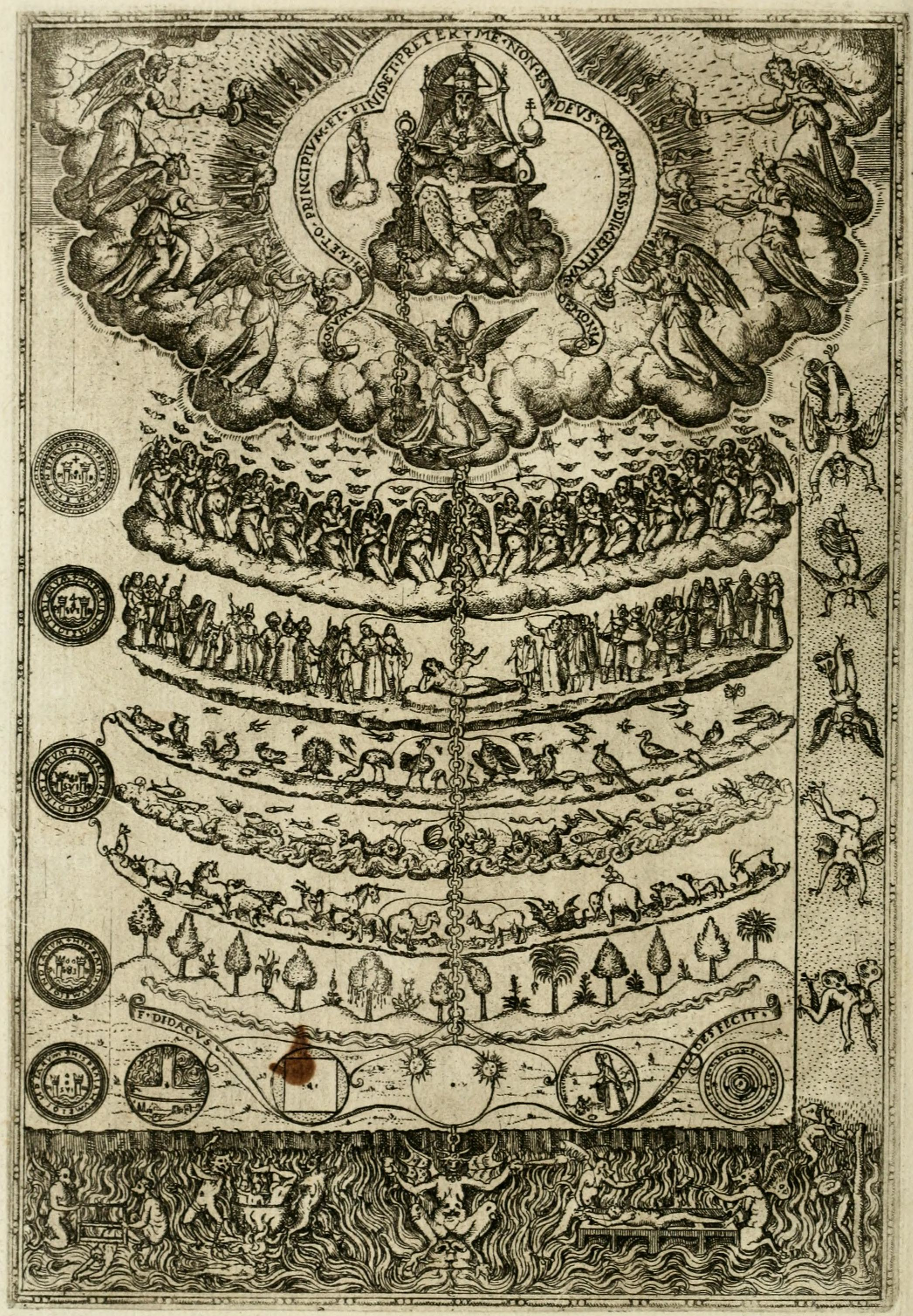
Marele lant al vieţii, aşa cum apare în lucrarea Rhaetorica Christiana (1579) a lui Didacus Valdes.

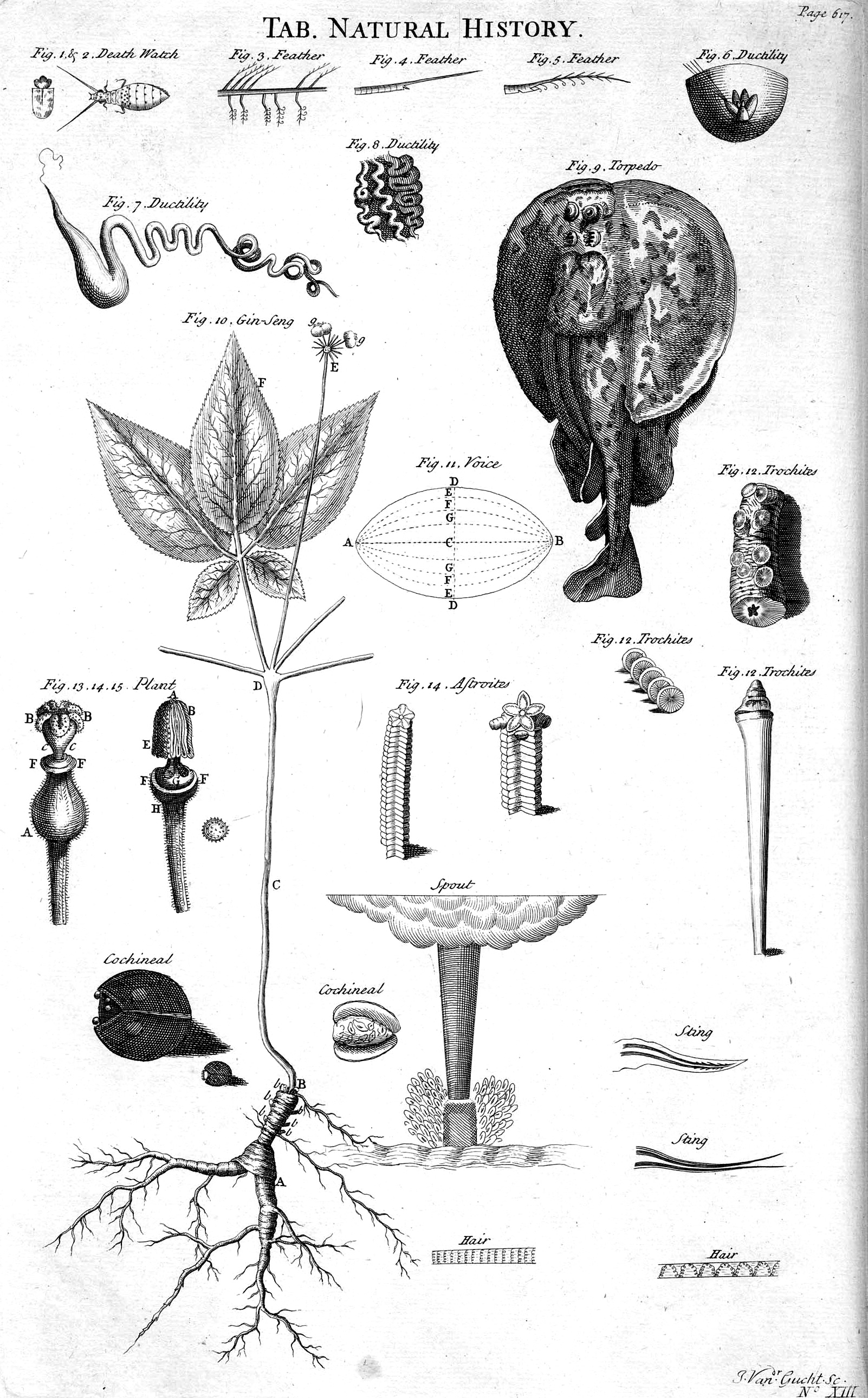
Tabelul istoriei naturale, 1728: un prim pas în crearea unui arbore filogenetic

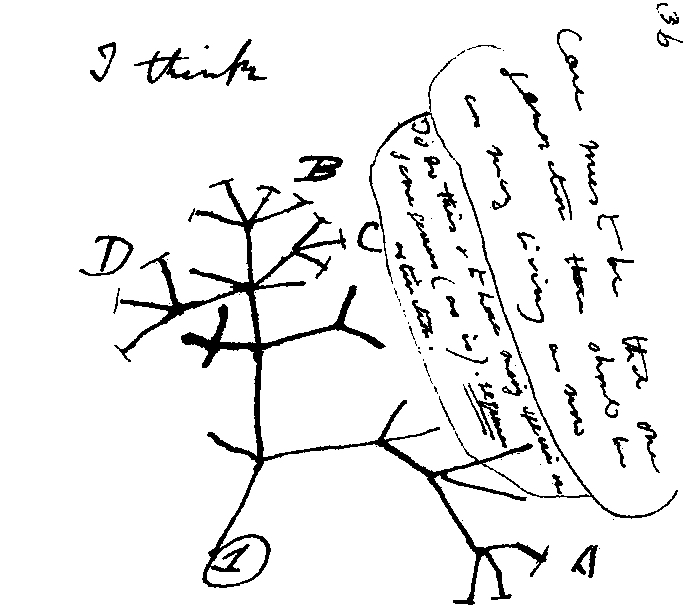
Prima ciornă de arbore filogenetic a lui Darwin în lucrarea sa First Notebook on Transmutation of Species (1837).

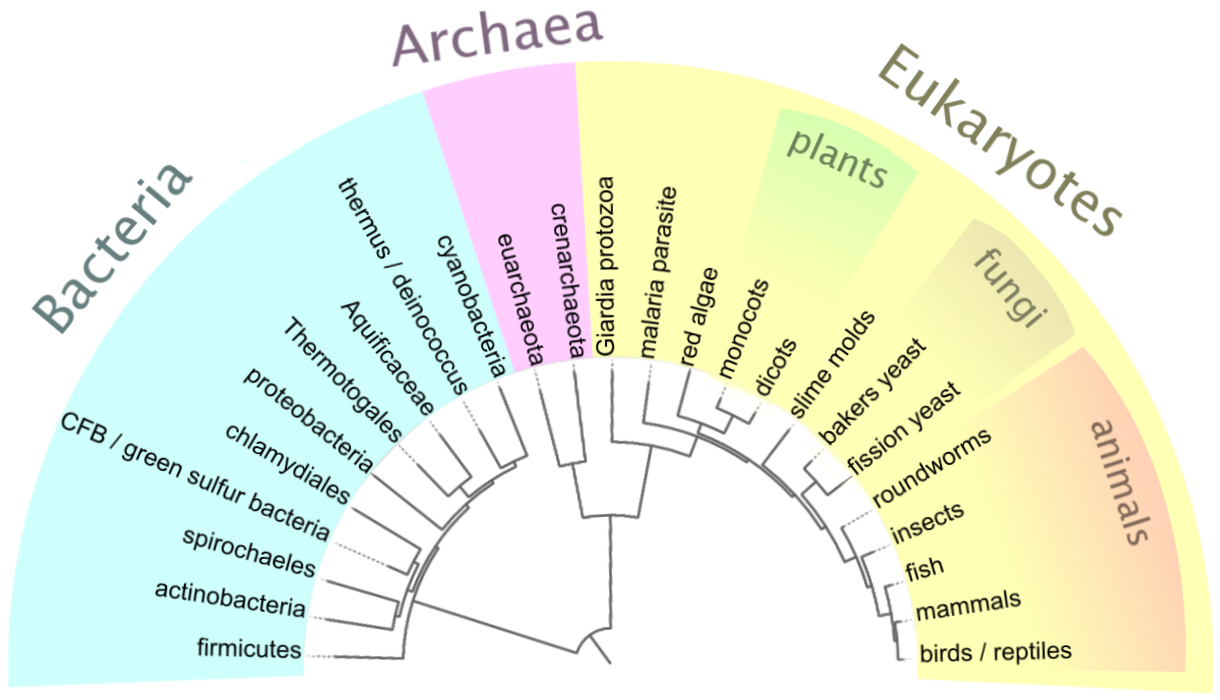
Arbore filogenetic foarte simplificat al grupelor de specii cunoscute pe Pământ.

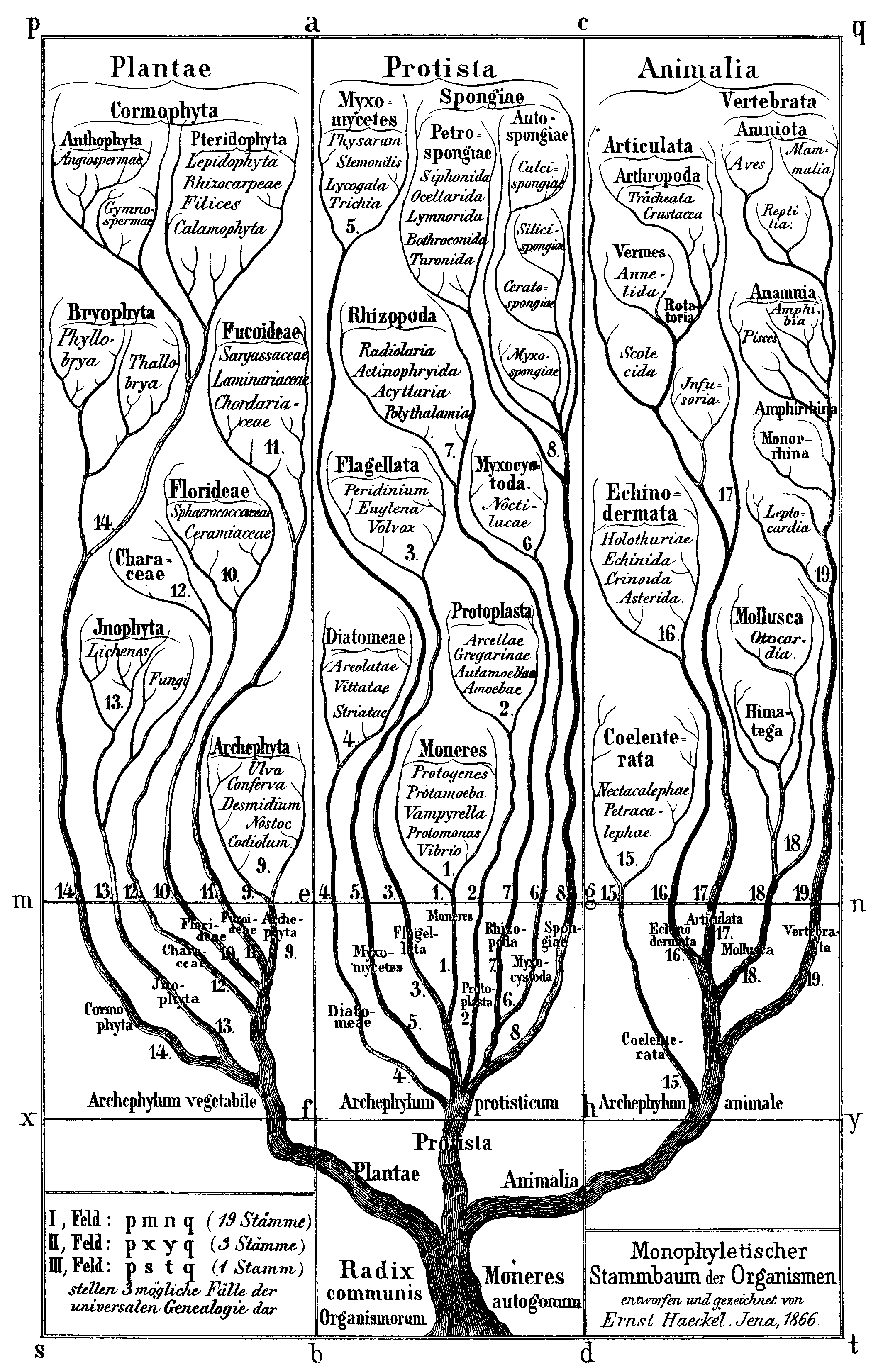
Arborele filogenetic al organismelor după Ernst Haeckel cu regnurile Plantae, Protista, Animalia. Ilustrație din Generelle Morphologie der Organismen (1866)

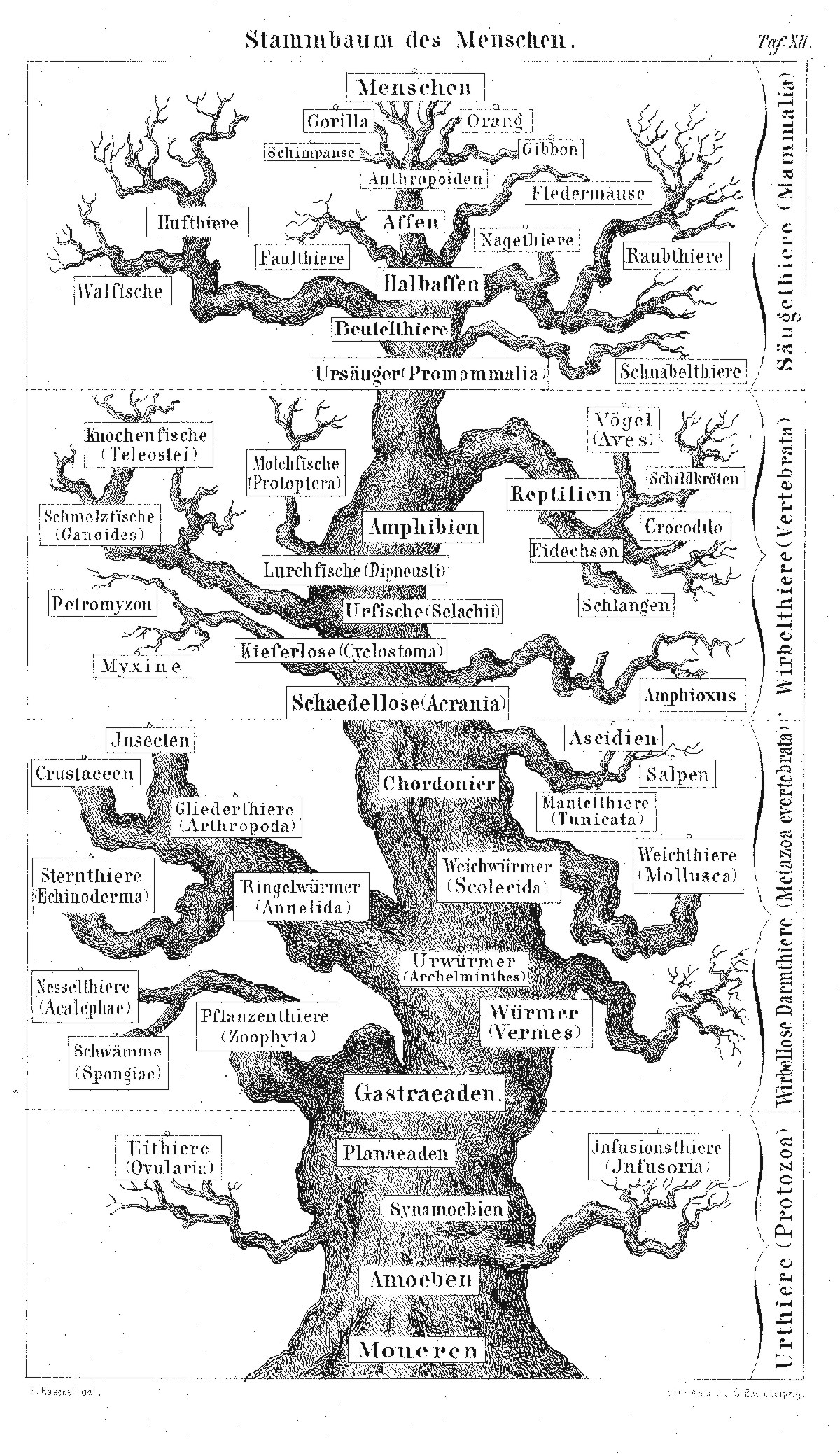
Arborele filogenetic al omului după Ernst Haeckel.

Arbore filogenetic bazat pe cercetările lui Cavalier-Smith, în care, pornind de la strămoșul universal "LUCA" (Last unique universal ancestor în engleză), apar pe de-o parte Clorobacteriile, pe de altă parte celelalte procariote, iar arheele și eucariotele formează gruparea "Neomura".

Arborele filogenetic, numit și dendrogramă, este diagrama ce reprezintă grafic relațiile de rudenie dintre diferite organisme (specii, genuri, familii, ordine, etc.) în funcție de strămoșii lor comuni. Această reprezentare realizează o clasificare științifică a organismelor, ținând cont de rezultatele cercetărilor în domeniile anatomiei comparate, embriologiei, biologiei moleculare, geneticii, cladisticii și paleontologiei. Aspectul grafic al acestei scheme este cel mai adesea al unui arbore (greacă dendros - copac, arbore) în care trunchiul este reprezentat de organismul sau grupul de organisme strămoș, iar ramurile de organismele ce au în comun acest strămoș.
Această definiție restrânsă este aplicabilă biologiei; analiza filogenetică și realizarea unui arbore filogenetic poate fi însă aplicată tuturor entităților care au un strămoș comun. Spre exemplu, analiza filogenetică, bazată pe greșelile de ortografie, a permis identificarea relațiilor existente între diferite versiuni ale unor manuscrise copiate în mănăstirile Evului Mediu.

## .

Un arbore filogenetic bazat pe datele ARNr, arătând separarea bacteriilor, arheelor și eucariotelor.

Arbore filogenetic

Un alt model grafic de arbore filogenetic

## Alt tip de arbore filogenetic
Se folosește pentru a evidenția gradul de rudenie dintre diferite grupuri sistematice. În acest caz sunt prezentate gradele de rudenie din cadrul clasei Aves.
```
▲

└─o 
Aves

  └─o 
Neornithes

    ├─o 
Palaeognathae

    │ ├─o 
Struthioniformes

    │ └─o
    │   ├─o 
Tinamiformes

    │   ├─o 
Rheiformes

    │   └─o
    │     ├─o 
Apterygiformes

    │     └─o 
Casuariiformes

    └─o 
Neognathae

      ├─o 
Galloanserae

      │ ├─o 
Galliformes

      │ └─o 
Anseriformes

      └─o 
Neoaves

        ├─o 
Metaves

        │ ├─o
        │ │ ├─o
        │ │ │ ├─o 
Podicipediformes

        │ │ │ └─o 
Phoenicopteriformes

        │ │ └─o
        │ │   ├─o 
Phaethontiformes

        │ │   └─o
        │ │     ├─o 
Pteroclidiformes

        │ │     └─o
        │ │       ├─o 
Mesitornithiformes

        │ │       └─o 
Columbiformes

        │ └─o
        │   ├─o 
Eurypygiformes

        │   └─o 
Caprimulgiformes
 
(paraphylétique)

        │     └─o 
Apodiformes

        └─o 
Coronaves

          ├─o
          │ ├─o 
Opisthocomiformes

          │ └─o
          │   ├─o
          │   │ ├─o 
Otidiformes

          │   │ └─o
          │   │   ├─o 
Gruiformes

          │   │   └─o 
Cuculiformes

          │   └─o
          │     ├─o 
Musophagiformes

          │     └─o
          │       ├─o 
Gaviiformes

          │       └─o
          │         ├─o
          │         │ ├─o 
Sphenisciformes

          │         │ └─o 
Procellariiformes

          │         └─o
          │           ├─o 
Ciconiiformes

          │           └─o 
Pelecaniformes

          └─o
            ├─o 
Charadriiformes

            └─o
              ├─o
              │ ├─o 
Cariamiformes

              │ └─o
              │   ├─o 
Falconiformes

              │   └─o
              │     ├─o 
Passeriformes
 
►

              │     └─o 
Psittaciformes

              └─o
                ├─o 
Accipitriformes

                └─o
                  ├─o
                  │ ├─o 
Coliiformes

                  │ └─o 
Strigiformes

                  └─o
                    ├─o 
Leptosomiformes

                    └─o
                      ├─o 
Trogoniformes

                      └─o
                        ├─o 
Bucerotiformes

                        └─o
                          ├─o 
Piciformes

                          └─o 
Coraciiformes
```

## Legături externe
- Open Tree of Life, tree.opentreeoflife.org